# دانیل لیسولو
دانیل لیسولو (انگلیسی: Daniel Lisulo; ۶ دسامبر ۱۹۳۰ – ۲۱ اوت ۲۰۰۰) سیاستمدار اهل زامبیا بود. وی از ۱۵ ژوئن ۱۹۷۸ تا ۱۸ فوریه ۱۹۸۱ نخست‌وزیر این کشور بود.
دانیل لیسولو در ۲۱ اوت ۲۰۰۰، در سن ۶۹ سالگی در ژوهانسبورگ، آفریقای جنوبی درگذشت.